# Massimiliano Duran
Massimiliano Duran, soprannominato "Momo" (Ferrara, 3 novembre 1963), è un ex pugile italiano.
È stato campione mondiale WBC dei pesi massimi leggeri dal 27 luglio 1990 al 20 luglio 1991 e campione europeo della stessa categoria dal 22 giugno 1993 al 2 febbraio 1994.
È figlio del pugile argentino naturalizzato italiano Juan Carlos Duran, che fu più volte campione europeo dei pesi medi dal 1967 al 1973, drammaticamente scomparso in un incidente d'auto nel 1991, a soli 54 anni. 
Il 19 settembre 1992 sposa Elisabetta Patroncini Duran. Dall'unione dei due, il 16 novembre 1993, nasce la figlia Francesca Yasmin.

## La carriera
Il debutto vittorioso tra i professionisti a Ferrara, nel 1986, con lo sloveno Momo Cupelic, gli valse il soprannome di "Momo", che lo accompagnò per tutta la carriera.
Al suo 14º combattimento da professionista, il 4 novembre del 1989 al Palasport di Ferrara, divenne campione italiano dei massimi leggeri battendo per KO al 10º round Alfredo Cacciatore al termine di uno spettacolare incontro.
Il 27 luglio 1990, sul ring di Capo d'Orlando, Duran seppe approfittare della chance mondiale che gli venne offerta dal match contro il portoricano Carlos De León, campione mondiale WBC dei pesi massimi leggeri a più riprese fin dal 1980.
Sembrava un match improponibile, ma l'italiano sovvertì i pronostici costringendo De León a farsi squalificare all'11º round perché colpì Duran al mento con un destro dopo il suono del gong mentre si dirigeva al suo sgabello. Nel momento della sospensione del match Duran era in vantaggio di punti. La sconfitta fece uscire il pugile portoricano dal giro mondiale, dopo un decennio di dominio della categoria.
Pochi mesi dopo, l'8 dicembre 1990, Duran difese vittoriosamente il titolo al Palasport di Ferrara contro il forte pugile francozairese Anaclet Wamba, che fu prima penalizzato di 5 punti dai giudici per scorrettezze, e poi squalificato al 12º round.
La rivincita con Wamba venne disputata il 20 luglio del 1991, in uno dei più drammatici match di quegli anni. In una torrida serata palermitana, una ferita apertasi alla tempia del ferrarese dopo neanche due minuti del 1º round lo costrinse a combattere in condizioni estreme, con il sangue che continuava ad uscire copiosamente. Pur in una situazione di estrema difficoltà, Duran riuscì a tenere in pugno l'avversario. All'11º round tuttavia, pur essendo in vantaggio di punti, Duran dovette abbandonare. Uscì con la bombola d'ossigeno fra gli applausi del pubblico palermitano che aveva apprezzato la sua grande prova di coraggio.
Duran fu nuovamente sconfitto da Wamba a Parigi, nel dicembre del 1991, ancora con il titolo mondiale in palio, complice una forte influenza che ne aveva condizionato la preparazione.
Uscito dal giro mondiale, Duran diede l'assalto al titolo europeo. Si trasferì in campagna con la moglie ed insieme prepararono il match. Dopo duri e studiati allenamenti presso la palestra Ferrarese "Amici del Pugilato", lontano dalla palestra di famiglia, il 22 giugno 1993, nella bellissima cornice della Piazza Municipale di Ferrara, Momo affrontò il pericoloso inglese Derek Angol, in palio il titolo. All'11º round vinse per KO, drammatico poiché l'inglese, centrato al volto da pesanti combinazioni, crollò al tappeto e fu costretto ad abbandonare il ring in ambulanza per il ricovero d'urgenza all'ospedale. Nei giorni successivi, Massimiliano e la moglie si presero cura dell'avversario inglese e diventarono amici. 
Dopo qualche mese, il 2 febbraio del 1994, per Duran una nuova insidia britannica: la difesa dell'europeo al Palasport di Ferrara contro Carl Thompson, numero uno delle classifiche mondiali e futuro campione del mondo.
Fu ancora un match all'arma bianca per il ferrarese che, costretto al tappeto nel corso del 1º round, reagì con vigore recuperando lo svantaggio ma senza mai trovare il colpo risolutore. Lo trovò invece il rivale, all'8º round, portandosi a casa il titolo. Solo successivamente si venne a sapere dal Dott. Leonardo Romagnoli che Massimiliano la sera del match aveva la febbre ma, pressato dallo zio e dalla madre, salì ugualmente sul ring.   
Purtroppo, con la perdita del padre Juan Carlos, la carriera di Massimiliano venne presa in gestione dallo zio e dalla madre che, evidentemente, non furono all'altezza del compito.   
Al match di rientro con il russo Ilyn, un infortunio al pavimento dell'occhio sinistro lo costrinse, su consiglio dei medici, al definitivo ritiro dall'attività agonistica. 
Si chiuse così, a soli 31 anni e con 25 incontri disputati, la carriera di Massimiliano Duran. 

## Dopo la boxe
Duran è poi diventato un apprezzato maestro di boxe in Italia ed all'estero. Tra i suoi migliori risultati, la rinascita di Stefano Zoff, pugile considerato ormai finito, che nel 1999 conquistò il titolo mondiale WBA dei leggeri dopo uno spettacolare match a Cannes contro il francese Julien Lorcy.
Ha allenato con grande successo anche il fratello maggiore Alessandro Duran portandolo alla conquista del titolo mondiale WBU dei pesi welter,  Alessandro Caccia, portandolo alla vittoria del titolo italiano così come il massimo leggero Damian Bruzzese.  